# Polisport Siracusa
Polisport Siracusa è stata una società sportiva di pallamano femminile di Siracusa, fondata nel 1980. I colori sociali del club erano il bianco ed il verde.

## Storia
Fondata nel 1980, da Daniela Ruscica, il club ha vissuto i suoi momenti di gloria alla fine degli anni novanta, quando ha calcato i campionati importanti di Serie A1 e Serie A2. La Polisport Siracusa ha rappresentato la città in massima serie insieme ad altre due realtà siracusane (Eos e Gioventù Pentapoli), a ragione di quanto fosse all'avanguardia il settore pallamanistico a Siracusa in quegli anni.
I colori sociali del club sono stati diversi, se dapprima il club veniva rappresentato dal bianco e dal verde, successivamente vennero cambiati i colori, dapprima in bianco e nero e successivamente in giallo e blu.
L'impianto di gioco delle gare casalinghe è stato inizialmente il "tensostatico", per poi essere sostituito dal palazzetto dello sport PalaLoBello progettato e realizzato per ospitare grandi eventi sportivi ed intitolato all'ex arbitro di calcio Concetto Lo Bello nonché ex presidente della Federazione Italiana Giuoco Handball.
Nel 2001 la Polisport Siracusa dopo due retrocessioni consecutive avvenute nelle stagioni 1999-00 e 2000-01 che la relegano dal campionato di Serie A1 alla Serie B, si ritira definitivamente da ogni attività agonistica per l’improvvisa scomparsa del Vicepresidente Corrado Cugno, che fattivamente si occupava della gestione della Società.

## Società
La matricola storica del club è stata la n. 1545.

## Allenatori e presidenti

### Allenatori
- Pierandrea Izzi
- Vasilica Mirea

### Presidenti
- Daniela Ruscica

## Statistiche e record

### Partecipazione ai campionati
| Livello | Categoria | Partecipazioni | Debutto   | Ultima stagione | Totale |
| ------- | --------- | -------------- | --------- | --------------- | ------ |
| 1°      | Serie A1  | 2              | 1997-1998 | 1998-1999       | 2      |
| 2°      | Serie A2  | 6              | 1992-1993 | 1999-2000       | 6      |
| 3°      | Serie B   | 7              | 1986-1987 | 2000-2001       | 7      |
| 4°      | Serie C   | 7              | 1980-1981 | 1985-1986       | 7      |